# ساندير بيرج
ساندير بيرج (18 فبراير 1998 بباروم في النرويج - ) هو لاعب كرة قدم نرويجي في مركز الوسط. لعب مع نادي فوليرينغا وAsker Fotball ‏.

## روابط خارجية
- ساندير بيرج على موقع الاتحاد الأوربي (الإنجليزية)
- ساندير بيرج على موقع اتحاد النرويج (النرويجية)
- ساندير بيرج على موقع قاعدة بيانات كرة القدم.إي يو (الإنجليزية)
- ساندير بيرج على موقع ناشيونال فوتبول تيمز (الإنجليزية)
- ساندير بيرج على موقع Soccerbase.com (لاعب) (الإنجليزية)
- ساندير بيرج على موقع Soccerway.com (الإنجليزية)
- ساندير بيرج على موقع عالم كرة القدم.نت (الإنجليزية)